# Адеран (Альборз)
Адера́н (перс. ادران‎) — село на севере Ирана, в остане Альборз. Входит в состав шахрестана Кередж. Является частью дехестана (сельского округа) Адеран бахша Асара.

## География
Село находится в восточной части Альборза, в горной местности южной части Эльбурса, в долине реки Кередж, на расстоянии приблизительно 9 километров к северо-востоку от Кереджа, административного центра провинции. Абсолютная высота — 2044 метра над уровнем моря.

## Население
По данным переписи 2006 года население села составляло 581 человек (296 мужчин и 285 женщин). В Адеране насчитывалось 192 домохозяйства. Уровень грамотности населения составлял 82,27 %. Уровень грамотности среди мужчин составлял 86,15 %, среди женщин — 78,25 %.